# Nadroga FC
Nadroga FC is een Fijische voetbalclub uit Sigatoka.
De club werd opgericht op 1938. De club speelt anno 2023 in de National Football League.
Nadroga FC werd drie keer landskampioen, in 1989, 1990 en 1993.

## Erelijst
| Nationaal                |    |                  |
| National Football League | 3x | 1989, 1990, 1993 |
| Fiji Senior League       | 1x | 2020             |

## Bekende (oud-)spelers
- Harris Bali
- Maika Levula
- Manoa Masi
- Ratu Roluvenisoba
- Eran Underwood
- Veresa Toma
- Laisena Tuba
- Apisalome Tuvura
- Osea Vakatalesau